# Eremogone lychnidea
Eremogone lychnidea là loài thực vật có hoa thuộc họ Cẩm chướng. Loài này được (M.Bieb.) Rupr. mô tả khoa học đầu tiên năm 1869.